# أسلام أباد مزرعة شمارة دو (كتول)
أسلام أباد مزرعة شمارة دو (بالفارسية: اسلام‌آباد مزرعه شماره دو) هي قرية تقع في إيران في قسم کتول الریفي. يقدر عدد سكانها بـ 207 نسمة .